# Mistrovství Evropy v zápasu ve volném stylu 2007
Mistrovství Evropy v zápasu ve volném stylu 2007 se konalo v Sofii, Bulharsko v dubnu 2007.

## Výsledky

### Muži
| Kategorie | Zlato                     | Stříbro            | Bronz                    | Bronz               |
| --------- | ------------------------- | ------------------ | ------------------------ | ------------------- |
| 55 kg     | Besik Kuduchov            | Marcel Ewald       | Sezar Akgül              | Radoslav Velikov    |
| 60 kg     | Vasyl Fedoryšyn           | Anatol Guidea      | Gergõ Wöller             | Murad Ramazanov     |
| 66 kg     | Albert Batyrov            | Irbek Farnijev     | Serafim Barzakov         | Ramazan Şahin       |
| 74 kg     | Machač Murtazalijev       | Gela Saghirashvili | Čamsulvara Čamsulvarajev | Emzar Bedynejišvili |
| 84 kg     | Giorgi Ketojev            | Taras Daňko        | Árpád Ritter             | Serhat Balcı        |
| 96 kg     | Širvan Muradov            | Ruslan Šejchov     | Šamil Gitinov            | Giorgi Gogšelidze   |
| 120 kg    | Kuramagomed Kuramagomedov | Serhij Prjadun     | Aleksandre Modebadze     | Fatih Çakıroğlu     |

### Ženy
| Kategorie | Zlato                | Stříbro                   | Bronz               | Bronz                 |
| --------- | -------------------- | ------------------------- | ------------------- | --------------------- |
| 48 kg     | Lorisa Oorzhak       | Fracine de Paola-Martinez | Sofia Mattssonová   | Brigitte Wagner       |
| 51 kg     | Zamira Rakhmanova    | Estera Dobre              | Emese Barkaová      | María del Mar Serrano |
| 55 kg     | Natalija Golcová     | Nataliya Synyshyn         | Anna Gomisová       | Sofia Poumpouridou    |
| 59 kg     | Ida-Theres Nerellová | Marianna Sastinová        | Galina Legenkina    | Anna Zwirydowska      |
| 63 kg     | Stefanie Stüber      | Alena Kartashova          | Monika Ewa Michalik | Hanna Vasylenko       |
| 67 kg     | Anna Polovnena       | Kateryna Burmistrova      | Maria Müller        | Irina Tsirkevich      |
| 72 kg     | Stanka Zlatevová     | Svetlana Saenko           | Guzel Manyurova     | Agnieszka Wieszczek   |